# Championnats du monde de course en ligne de canoë-kayak de 1963
Navigation
Édition précédente Édition suivante
Navigation
Poznań 1961 Bucarest 1965
Les sixièmes championnats du monde de course en ligne de canoë-kayak se sont déroulés en 1963 à Jajce (Yougoslavie), dans l'actuelle Bosnie-Herzégovine. La compétition fait aussi office de 8es championnats d'Europe de course en ligne de canoë-kayak.

## Podiums

### Hommes

#### Canoë
| Épreuve      | Or                                                | Or | Argent                                          | Argent | Bronze                                 | Bronze |
| ------------ | ------------------------------------------------- | -- | ----------------------------------------------- | ------ | -------------------------------------- | ------ |
| C-1 1 000 m  | Simion Ismailciuc (ROU)                           |    | Detlef Lewe (FRG)                               |        | Albrecht Müller (GDR)                  |        |
| C-1 10 000 m | Mikhail Zamothin (URS)                            |    | Andrei Igorov (ROU)                             |        | Albrecht Müller (GDR)                  |        |
| C-2 1 000 m  | Roumanie Achim Sidorov Alexe Iacovici             |    | Union soviétique Vitaliy Galkov Mikhail Samotin |        | Hongrie Endre Gyürü Árpád Soltész      |        |
| C-2 10 000 m | Union soviétique Leonid Geishtor Serhiy Makarenko |    | Allemagne de l'Est Willi Mehlberg Werner Ulrich |        | Roumanie Lavrneti Kalinov Igor Lapilit |        |

#### Kayak
| Épreuve              | Or                                                                                  | Or | Argent                                                                              | Argent | Bronze                                                                              | Bronze |
| -------------------- | ----------------------------------------------------------------------------------- | -- | ----------------------------------------------------------------------------------- | ------ | ----------------------------------------------------------------------------------- | ------ |
| K-1 500 m            | Aurel Vernescu (ROU)                                                                |    | Erik Hansen (DEN)                                                                   |        | Kálmán Kovács (HUN)                                                                 |        |
| K-1 1 000 m          | Erik Hansen (DEN)                                                                   |    | Aurel Vernescu (ROU)                                                                |        | Siegfried Rossberg (GDR)                                                            |        |
| K-1 10 000 m         | Fritz Briel (FRG)                                                                   |    | Sven-Olov Sjödelius (SWE)                                                           |        | Mihály Hesz (HUN)                                                                   |        |
| K-1 relais 4 × 500 m | Roumanie Aurel Vernescu Vasilie Nicoara Haralambie Ivanov Anton Ivanescu            |    | Union soviétique Vladimir Morozov Vladimir Natalukha Vyacheslav Vinnik Ivan Gasonov |        | Allemagne de l'Est Wolfgang Lange Dieter Krause Siegfried Rossberg Günter Perleberg |        |
| K-2 500 m            | Roumanie Vasilie Nicoara Haralambie Ivanov                                          |    | Roumanie Aurel Vernescu Mircea Anastasescu                                          |        | Allemagne de l'Ouest Heinz Büker Holger Zander                                      |        |
| K-2 1 000 m          | Roumanie Vasilie Nicoara Haralambie Ivanov                                          |    | Allemagne de l'Est Wolfgang Lange Dieter Krause                                     |        | Union soviétique Nikolay Zhushikov Anatoli Grishin                                  |        |
| K-2 10 000 m         | Hongrie László Fábián István Timár                                                  |    | Suède Tord Sahlen Tyrone Ferm                                                       |        | Allemagne de l'Ouest Erich Suhriber Sigfred Brzoska                                 |        |
| K-4 1 000 m          | Allemagne de l'Est Günter Perleberg Dieter Krause Siegfried Rossberg Wolfgang Lange |    | Roumanie Nicolae Artimov Andrei Contolenco Haralambie Ivanov Vasilie Nicoara        |        | Union soviétique Aleksandr Trifonov Igor Safonov Nikolay Konnikov Vyacheslav Vinnik |        |
| K-4 10 000 m         | Hongrie István Timár László Fábián Otto Koltai László Ürögi                         |    | Allemagne de l'Est Günter Holzvoigt Wolfgang Finger Wolfgang Niedrig Siegwart Krabe |        | Hongrie György Czink János Petroczy Gábor Almasi Sámuel Egri                        |        |

### Femmes

#### Kayak
| Épreuve   | Or                                                                                  | Or | Argent                                                                               | Argent | Bronze                                                                                 | Bronze |
| --------- | ----------------------------------------------------------------------------------- | -- | ------------------------------------------------------------------------------------ | ------ | -------------------------------------------------------------------------------------- | ------ |
| K-1 500 m | Mariya Shubina (URS)                                                                |    | Lyudmila Khvedosyuk (URS)                                                            |        | Hanneliese Spitz (AUT)                                                                 |        |
| K-2 500 m | Allemagne de l'Ouest Roswitha Esser Annemarie Zimmermann                            |    | Union soviétique Mariya Shubina Lyudmila Khvedosyuk                                  |        | Union soviétique Valentina Bizak Lyubov Sinchina                                       |        |
| K-4 500 m | Union soviétique Valentina Bizak Lyudmila Pinayeva Mariya Shubina Antonina Seredina |    | Allemagne de l'Ouest Roswitha Esser Elke Felten Ingrid Hartmann Annemarie Zimmermann |        | Allemagne de l'Est Marion Knobba Anita Nüßner Charlotte Siedelmann Helga Mühlberg-Ulze |        |

## Tableau des médailles
| Rang  | Nation               | Or | Argent | Bronze | Total |
| ----- | -------------------- | -- | ------ | ------ | ----- |
| 1     | Roumanie             | 6  | 4      | 1      | 11    |
| 2     | Union soviétique     | 4  | 4      | 3      | 11    |
| 3     | Allemagne de l'Ouest | 2  | 2      | 2      | 6     |
| 4     | Hongrie              | 2  | 0      | 4      | 6     |
| 5     | Allemagne de l'Est   | 1  | 3      | 5      | 9     |
| 6     | Danemark             | 1  | 1      | 0      | 2     |
| 7     | Suède                | 0  | 2      | 0      | 2     |
| 8     | Autriche             | 0  | 0      | 1      | 1     |
| Total | Total                | 16 | 16     | 16     | 48    |